# جف آستین (تنیس‌باز)
 جف آستین (انگلیسی: Jeff Austin؛ زاده ۵ ژوئیهٔ ۱۹۵۱) یک تنیس‌باز اهل ایالات متحده آمریکا است.